# 鄧柯縣
鄧柯縣（藏語：འདན་ཁོག་རྫོང，威利转写：vdan khog rdzong）在西康省德格縣西北，金沙江上游東北岸。本四川邊境德格、春科、高日三土司交界之登科地方；清末置登科府，兼轄春科、林蔥二安撫司地，分管高日長官司地；民國改為鄧柯縣，屬川邊，十四年(1925年)，設置西康特別區域，屬西康道，國民政府成立，廢道，直屬西康省政府。境內雨水充足，水草豐茂，宜於畜牧。這裡是隆朵嘉措的出生地。

## 沿革
古名「鄧」，又名「朱瑪哈坎」、「丁科」或「登科」。隋代為附國地。唐代屬吐蕃。北宋為林國地。元代屬朵甘宣慰司。明代屬朵甘衛行都使司。清代屬德格宣慰司，為春科、春科高日、林蔥三土司轄地。清光緒三十四年(1908年)置邊北道，道治登科。宣統元年(1909年)設登科委員，旋改為登科府， 轄德化州和白玉縣、同普縣兩縣。1913年廢府設鄧柯縣，屬川邊特別行政區。後西康省第四行政督察區。1950年屬西康省藏族自治區。1955年屬四川省甘孜藏族自治州。1978年撤銷鄧柯縣，將原轄4區13鄉分別劃入石渠、德格兩縣。

## 撤销[3]
1978年，撤銷鄧柯縣建置，該縣所轄溫拖區及其浪多、溫拖、年古3個公社，阿須區及其阿須、打滾、亞丁、所巴4個公社、麻嘎區及其所轄俄支公社劃屬德格縣。1968年建溫拖公社；1973年建俄支、年古、浪多公社：1974年建阿須、打滾、亞丁，所巴公社。所轄奔達區及其真達、奔達、正科3個公社和麻嘎區的麻呷公社，洛須區及其所轄的洛須公社劃屬石渠縣。該13個公社都是1958年—1959年民主改革時置的鄉，1974年又以鄉建為公社。